# Lega Nazionale IV Serie
La Lega Nazionale IV Serie, più brevemente chiamata Lega IV Serie, fu un organismo calcistico italiano attivo negli anni cinquanta. Fondata nel 1952 a Firenze sulle ceneri della Lega Interregionale Centro, aveva sede nel capoluogo toscano e gestiva il campionato di IV Serie.
La lega cambiò poi nome nel 1957 diventato la Lega Interregionale, in parallelo con il mutamento del suo torneo nel Campionato Interregionale, e provò sperimentalmente ad organizzare una manifestazione ad eliminazione diretta, la Coppa Ottorino Mattei. La lega fu infine sciolta nel 1959, quando sulle sue fondamenta fu creata la Lega Nazionale Semiprofessionisti.

## Organico
- 1952-1954: 128 società
- 1954-1957: 144 società

Lega Interregionale
- 1957-1958: 176 società
- 1958-1959: 144 società

## Storia

### Il Lodo Barassi
La Lega IV Serie fu il portato del Lodo Barassi, il provvedimento di riforma delle categorie calcistiche intermedie della FIGC divenuto esecutivo nel 1952. Il lodo voleva infatti superare la vecchia struttura piramidale del calcio italiano, e riformarla in senso ancora più elitario, poiché questa mossa appariva al presidente federale Ottorino Barassi come la premessa per una definitiva affermazione del professionismo in Italia.
Il nuovo campionato interregionale, la IV Serie, sarebbe stato organizzato a livello nazionale da un'unica lega, superando per sempre la tripartizione su cui la categoria si reggeva dal 1948. Fra le candidature ad accogliere il nuovo organismo quella di Firenze, la vecchia sede della Lega Interregionale Centro, riuscì rapidamente ad imporsi per l'evidente favore che le derivava dalla posizione geografica.
La vita della Lega fu strettamente legata alla figura di colui che fu il suo presidente per tutto il tempo della sua esistenza, Dante Berretti. Il campionato partì con gironi da 16 squadre, per poi allargarsi nel 1954 per dar fiato alle molte società rappresentanti di capoluoghi finite nelle sottostanti leghe regionali.

### La Lega Interregionale
La trasformazione della lega andò di pari passo con quella del suo campionato. Il problema da risolvere era quello dell'enorme scalone che separava la categoria con quella sovrastante della Serie C, e la prima soluzione che cercò di imporsi fu quella di Berretti che espanse la Lega scindendo il campionato in due tornei, uno elitario di Prima Categoria ed uno più tradizionale di Seconda Categoria, mentre il nuovo nome di Lega Interregionale doveva esaltare la funzione di raccordo che l'organizzazione avrebbe dovuto assumere fra la Lega Nazionale e le leghe regionali.
L'esperimento ebbe però breve vita: il progetto alternativo del presidente federale Ottorino Barassi venne attuato già dall'anno successivo alloquando, liquidata la Prima Categoria a favore dell'allargamento della C su due gironi, la Seconda Categoria tornò ad essere l'unico torneo gestito dalla Lega col nome di Campionato Interregionale. Anche questa situazione fu però di breve durata: deposto Barassi dal CONI in seguito al disastro di Belfast, ossia la mancata qualificazione della Nazionale ai Mondiali, il commissario straordinario Bruno Zauli impose la ristrutturazione complessiva dell'organizzazione della FIGC, nell'ambito della quale la Lega di Firenze avrebbe dovuto gestire il settore semiprofessionistico del calcio italiano. Lo scontro con i club di Serie C scoppiò però subito, dato che la riforma avrebbe voluto includerli nella Lega Interregionale degradandoli rispetto alla vigente affiliazione alla superiore Lega Nazionale. La soluzione trovata da Zauli fu nei fatti un puro cavillo giuridico: legalmente infatti, le squadre non furono inseriti nella vecchia lega che fu sciolta, ed i club furono inclusi nella nuova Lega Nazionale Semiprofessionisti, ma tutto ciò fu niente più che un formalismo, dato che la vecchia e la nuova lega condivisero tutte le proprie strutture.